# Pariški kodeks
Pariški kodeks je glagoljički kodeks za koji se pretpostavlja da potječe iz 1380. godine, a čuva se u Nacionalnoj knjižnici Francuske u Parizu. Predstavlja »putnu« redovničku ili svećeničku knjigu s bogoslužnim dijelovima (kalendarom, misalom, časoslovom) na crkvenoslavenskom i pučkim popijevkama pisanih osmercem na ikavskoj čakavici (tzv. Pariška pjesmarica). Pretpostavlja se da je kodeks napisan u benediktinskom samostanu u Splitu ili njegovoj okolici.